# Labirintul morții
Labirintul morții (1970) (titlu original A Maze of Death) este un roman științifico-fantastic al scriitorului american Philip K. Dick. Ca multe dintre romanele lui Dick, el prezintă ceea ce pare a fi o planetă colonizată monotonă și aspră, explorând diferențele dintre realitate și percepție. Totuși, este una dintre puținele cărți care explorează instinctul morții la oameni și capacitatea de a ucide, fiind unul dintre cele mai întunecate romane ale sale.

## Intriga
Un grup de oameni cu diferite moduri de viață sunt desemnați pentru a coloniza o planetă folosind un vehicul cu care nu se mai pot întoarce înapoi pe Pământ. Există multe evenimente confuze. În cele din urmă toată lumea se trezește și descoperă că totul a fost un program de realitate virtuală. Pasagerii unei nave spațiale defecte se află pe orbita unui gigant gazos extraterestru și sunt sortiți să rămână aici până vor muri. Pentru a alunga plictiseala și disperarea, ei creează programe de realitate virtuală în care trăiesc vieți reale. Cartea se încheie cu repornirea programului anterior.

## Vezi și
- Realitatea simulată în ficțiune
- Eye in the Sky, roman cu tematică asemănătoare